# Ráfol de Salem
Ráfol de Salem è un comune spagnolo di 369 abitanti situato nella comunità autonoma Valenciana.